# Тунгусовское сельское поселение
Тунгусовское се́льское поселе́ние — муниципальное образование в Молчановском районе Томской области Российской Федерации.
Административный центр — село Тунгусово.

## История
Статус и границы сельского поселения установлены Законом Томской области от 9 сентября 2004 года № 196-ОЗ «О наделении статусом муниципального района, сельского поселения и установлении границ муниципальных образований на территории Молчановского района»

## Население
| 2002  | 2008  | 2010  | 2012  | 2013  | 2014  | 2015  |
| ----- | ----- | ----- | ----- | ----- | ----- | ----- |
| 1364  | ↘1196 | ↗1254 | ↘1230 | ↘1197 | ↘1187 | ↘1171 |
| 2016  | 2017  | 2018  | 2019  | 2020  | 2021  |       |
| ↘1149 | ↘1107 | ↘1075 | ↘1068 | ↘1053 | ↘954  |       |

## Состав сельского поселения
| № | Населённый пункт  | Тип населённого пункта       | Население |
| - | ----------------- | ---------------------------- | --------- |
| 1 | Большой Татош     | деревня                      | ↘38       |
| 2 | Верхняя Фёдоровка | деревня                      | ↘62       |
| 3 | Князевка          | деревня                      | ↘0        |
| 4 | Колбинка          | село                         | ↘93       |
| 5 | Новая Тювинка     | деревня                      | ↘1        |
| 6 | Тунгусово         | село, административный центр | ↘760      |